# شارع العار
شارع العار (赤線地帯 "مقاطعة الضوء الأحمر") هو فيلم درامي ياباني عام 1956 وهو الفيلم الأخير من إخراج كنجي ميزوغوشي. يحكي الفيلم عن مجموعة من النساء من خلفيات مختلفة يعملن معًا في بيت للدعارة في طوكيو، الفيلم مستوحى من رواية (سوساكي نو أونا) للكاتب يوشيكو شيباكي [الإنجليزية].